# مارتی جی. اندرسون
مارتی جی. اندرسون (انگلیسی: Marti Anderson؛  – ) یک آماردان بوم شناسی است که آثارش بین رشته ای است، از زیست شناسی دریایی و بوم شناسی گرفته تا آمار ریاضی و کاربردی. زمینه های اصلی تحقیق و تخصص او عبارتند از: بوم‌شناسی جامعه، تنوع زیستی، تجزیه و تحلیل چند متغیره، روش های نمونه گیری مجدد، طرح های تجربی، و مدل های آماری فراوانی گونه ها. مستقر در اوکلند، نیوزلند، او یک استاد ممتاز در موسسه مطالعات پیشرفته نیوزیلند در  دانشگاه ماسی و همچنین مدیر شرکت تحقیقاتی و توسعه نرم‌افزار نیوزلند، PRIMER-e است. Quest Research Limited). اهل نیوزیلند بود.